# Banca CR Firenze
Banca CR Firenze S.p.A. (nota ai più con la vecchia denominazione Cassa di Risparmio di Firenze) è stato un istituto di credito italiano.

## Storia
È nata il 30 marzo 1829 grazie all'opera di Cosimo Ridolfi, come Cassa di Risparmio di Firenze. Ai primi del Novecento, aveva già aperto filiali anche fuori della Toscana, ad esempio a Forlì, in Romagna. Nel corso degli anni Venti, tali filiali forlivesi vengono rilevate dalla Cassa dei Risparmi di Forlì, allora in espansione.
Nel 1992 ha assunto l'attuale denominazione. Era quotata alla Borsa di Milano nel segmento Midex (CFI.MI, ISIN: IT0004194970).
A seguito di un'offerta pubblica d'acquisto è stata delistata ed è entrata a far parte del gruppo Intesa Sanpaolo.
Il 15 giugno 2015 l'Ente Cassa di Risparmio di Firenze cede il 10,26% rimanente a Intesa Sanpaolo che diventa l'unico azionista.
Il 25 febbraio 2019 è stata definitivamente incorporata nella capogruppo.

## Azionisti
- Intesa Sanpaolo S.p.A. - 100%

## Partecipazioni al 2013
- Cassa di Risparmio di Pistoia e della Lucchesia S.p.A. - 74,88%
- Cassa di Risparmio di Civitavecchia S.p.A. - 51,00% (scissione e fusione con Intesa Sanpaolo)
- Infogroup S.c.p.A. - 65,45% (venduta il 28 dicembre 2017 a Engineering)
- Cassa di Risparmio della Provincia di Viterbo S.p.A. - 75,81% (scissione e fusione con Intesa Sanpaolo)
- Casse di Risparmio dell'Umbria S.p.A. - 87,86% (scissione e fusione con Intesa Sanpaolo)
- Cassa di Risparmio di Rieti S.p.A. - 85,00% (scissione e fusione con Intesa Sanpaolo)
- CR Firenze Mutui S.r.l. - 10,00%
- Tebe tours S.p.A. - 100,00%
- Intesa Sanpaolo Formazione S.c.p.A. - 20,00%
- Immobiliare Novoli S.p.A. - 25,00%

Dati al 31 dicembre 2013.

## Partecipazioni al 2016
- Intesa Sanpaolo Romania S.A. Commercial Bank - 8,18%
- Cr Firenze Mutui S.r.l. - 10%
- Immobiliare Novoli S.p.A. - 50% (gestisce il progetto immobiliare di sviluppo dell’area urbana di Firenze – Novoli)
- Intesa Sanpaolo Formazione S.c.p.A. - 13,75%
- Cassa di Risparmio di Pistoia e della Lucchesia S.p.A. - 74,88%
- Smia S.p.A. - 0,42%
- Intesa Sanpaolo Group Services S.c.p.A. - 0,01%
- Infogroup S.c.p.A. - 65,45% (venduta il 28 dicembre 2017 a Engineering)

Dati al 31 dicembre 2016